# Социально-христианская партия (Бельгия)
Социально-христианская партия (вариант написания — Христианско-социальная партия; нидерл. Christelijke Volkspartij, фр. Parti Social Chrétien — CVP-PSC (Христианская народная партия — Социально-христианская партия)) — политическая партия христианско-демократической ориентации в Бельгии, существовавшая в 1945-68 годах.
Была образована после Второй мировой войны на базе существовавшей с 1869 года и до войны Католической партии, долгое время бывшей правящей в стране (в 1921 году она была преобразована в Католический союз, в 1936 году — в Католический блок). Партия была одной из двух главных политических сил наряду с Социалистической партией. В 1968 году, после кризиса, вызванного разделом Лёвенского (Лувенского) университета на фламандский и валлонский университеты, партия также раскололась по лингвистическому признаку на Христианскую народную партию во Фландрии (ныне — партия Христианские демократы и фламандцы) и Социально-христианскую партию в Валлонии (ныне — партия Гуманистический демократический центр).
Результаты на выборах в Палату представителей:
- Выборы 1946 года — 92 места[1]
- Выборы 1949 года — 105 мест
- Выборы 1950 года — 108 мест
- Выборы 1954 года — 95 мест
- Выборы 1958 года — 104 места
- Выборы 1961 года — 96 мест
- Выборы 1965 года — 77 мест
- Выборы 1968 года — 69 мест
- Выборы 1971 года — 67 мест

Премьер-министры Бельгии, представлявшие СХП:
- Гастон Эйскенс; 11 августа 1949 — 8 июня 1950
- Жан Дювьёсар; 8 июня 1950 — 16 августа 1950
- Жозеф Фольен; 16 августа 1950 — 15 января 1952
- Жан ван Хаутте; 15 января 1952 — 23 апреля 1954
- Гастон Эйскенс; 26 июня 1958 — 25 апреля 1961
- Теодор Лефевр; 25 апреля 1961 — 28 июля 1965
- Пьер Армель; 28 июля 1965 — 19 марта 1966
- Поль ван ден Буйнантс; 19 марта 1966 — 17 июня 1968
- Гастон Эйскенс; 17 июня 1968 — 26 января 1973